# Hiddensee
Hiddensee är en tysk ö som ligger väster om ön Rügen i Östersjön. Tillsammans med den lilla ön Fährinsel bilder Hiddensee kommunen (Gemeinde) Insel Hiddensee i distriktet Vorpommern-Rügen som tillhör förbundslandet Mecklenburg-Vorpommern.

## Etymologi
Namnet "Hedinsey" finns redan i Snorres Edda och i skriften Gesta Danorum av Saxo Grammaticus med betydelse "Hedins ö". Den norska sagokungen Hedin ska ha kämpat på ön om en fru eller om en guldskatt. Under tiden då ön tillhörde Danmark stavades namnet "Hedins-Oe". Fram till 1880 stavades namnet även på tyska kartor "Hiddensjö". Den fullständiga anpassningen till det tyska språket skedde alltså under nyare tider.

## Geografi
Hiddensee är cirka 16,8 kilometer lång och vid det bredaste stället 3,7 kilometer bred. Vid det smalaste stället är avståndet mellan bägge strandlinjerna 250 meter. Inom nationalparken Vorpommersche Boddenlandschaft är Hiddensee den största ön. Ön består av en kuperad ungefär 70 meter högt nordvästlig del med kullen Dornbusch som är öns högsta punkt (72 över havet) och en låg sydlig del (Gellen) som bara höjer sig några meter över havet. Vid Hiddensees norra udde finns två obebodda halvöar (Alter Bessin & Neuer Bessin) som är ungefär tre kilometer långa.

## Geologi

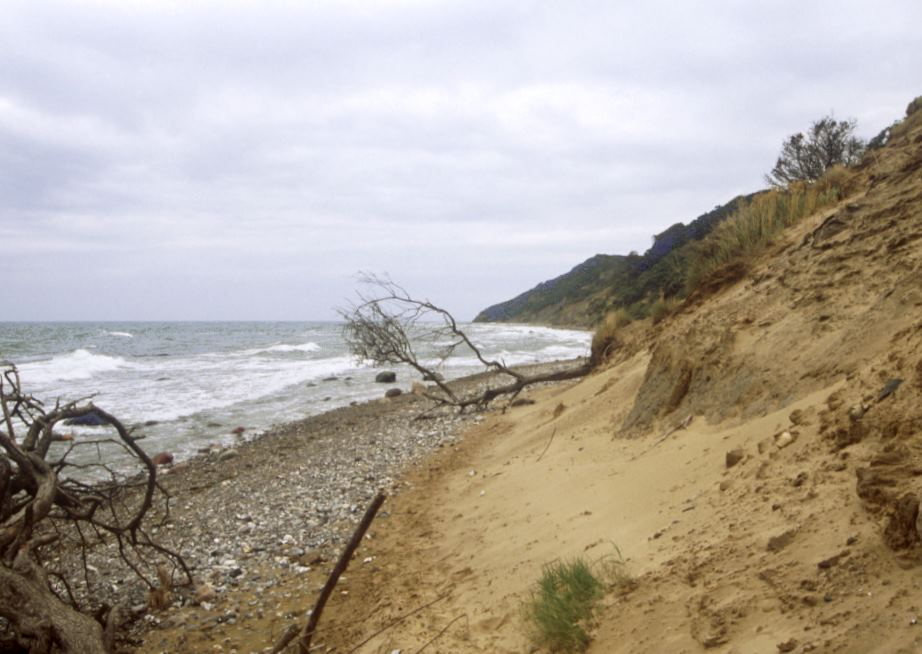
Strandlinjen i öns norra del

Hiddensee bildades under den senaste istiden för cirka 12 000 år sedan. Landskapet ändras fortfarande på grund av havets inverkan. I början fanns tre olika öar som idag är sammanlänkade. Dessa jordmassor som bryts från öns norra del lagras efteråt vid öns östra sida eller vid sydspetsen. Så tappade den norra delen över 60 000  m³ lera två gånger under år 2000. Halvön Alter Bessin skapades redan för 300 eller 400 år sedan och var under mitten av 1800-talet ungefär lika lång som idag. Däremot växer halvön Neuer Bessin sedan året 1900 årligen 30 till 60 meter.

## Flora och fauna
Öns växtlighet kännetecknas av samspelet mellan glesa lövskogar med spartansk undervegetation och heden på dynen. Lövskogarna är ett resultat av användningen som betsmark för olika boskapsdjur. Här finns träd som ek och bok med en enkel gräsmatta. I de nybildade områdena förekommer flera ryggradslösa djur som maskar och musslor. Dessa utgör föda åt flera flyttfåglar som besöker ön. Hiddensee är särskilt känt som en av de viktigaste rastplatserna för tranor i Tyskland.

## Orter på ön

### Grieben
Grieben är den äldsta och minsta byn på Hiddensee. Samhället som saknar hamn och är uppkallad efter det slaviska ordet för svamp – grib.

### Kloster

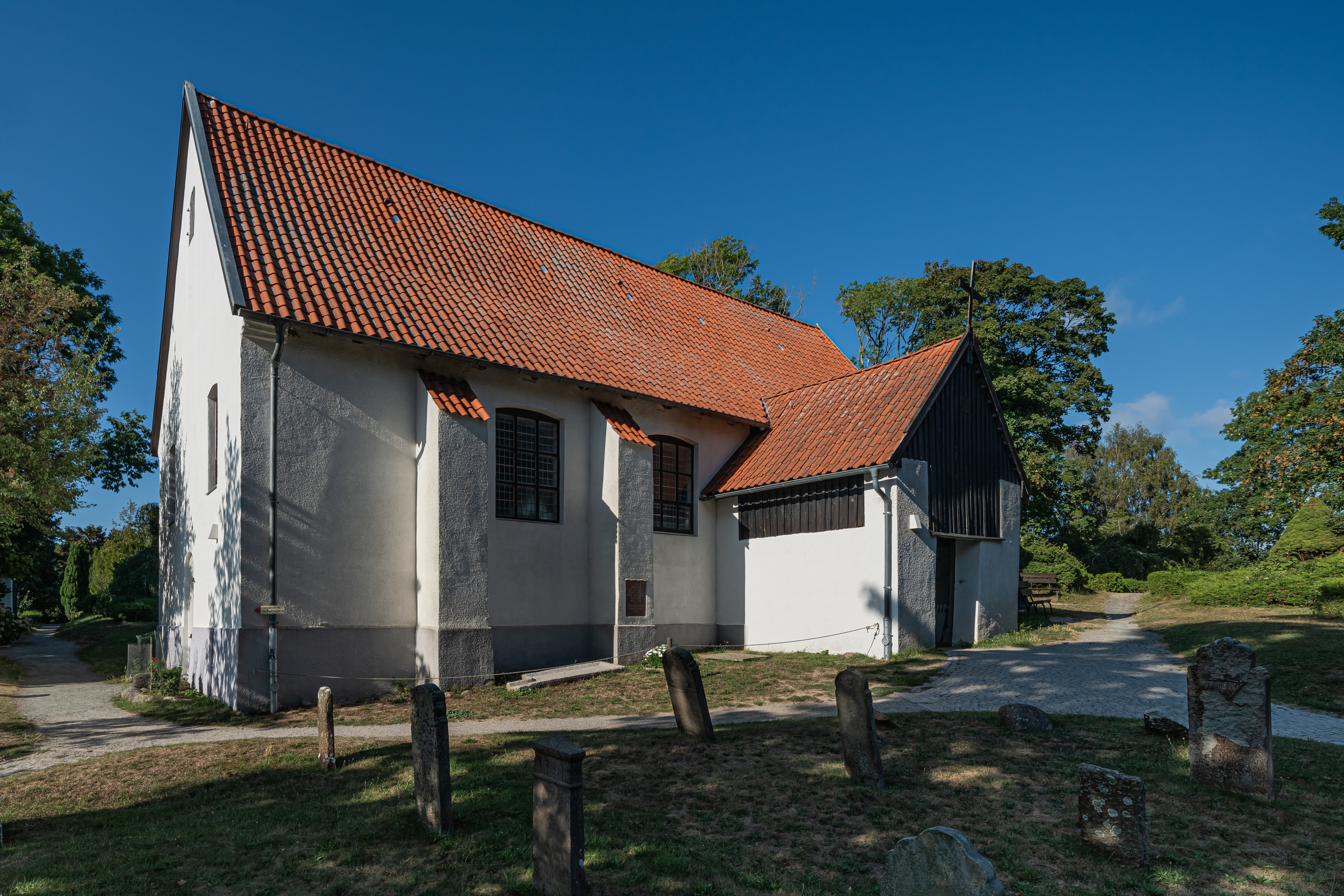
Kyrkan i Kloster

Orten är benämnd efter ett före detta kloster tillhörande Cisterciensorden som fanns mellan 1296 och 1536 i området där idag samhällets hamn ligger. Klostret upplöstes i samband med reformationen. Idag är orten känd som öns kulturella centrum på grund av att ett museum, öns kyrka och en kyrkogård ligger här. På kyrkogården är författaren Gerhart Hauptmann, teaterregissören Walter Felsenstein och dansösen Gret Palucca begravda. I Kloster finns även ett ekologiskt institut som tillhör universitetet i Greifswald.

### Vitte
Vitte nämndes 1513 för första gången i en urkund och är öns huvudort och samtidigt det största samhället på Hiddensee. Namnet kommer från ordet vit som betecknade en fiskhandelsplats. I Vitte finns kommunens rådhus samt en hamn för färjan som förbinder Hiddensee med Schaprode på Rügen. Här flyttas nästan alla anländande produkter på elbilar som sedan fraktar varorna till öns affärer eller restauranger. Delvis nyttjas hästdrivna vagn för transporten. I Vitte finns öns äldsta bevarade hus, en av de sista tältbiograferna och en teater.

### Neuendorf
Trots att Neuendorf bara ligger 6 kilometer söder om Vitte talar ortens invånare en annan dialekt. Stora delar av samhället liknar en stor äng där alla hus är uppställda som på ett snöre. Även här finns en hamn.
Neuendorf är en förening av två tidigare samhällen som hade sina ursprung under 1200-talet respektive 1600-talet.